# Brooklawn
Brooklawn es un borough ubicado en el condado de Camden en el estado estadounidense de Nueva Jersey. En el año 2010 tenía una población de 1.955 habitantes y una densidad poblacional de 1.503,85 personas por km².

## Geografía
Brooklawn se encuentra ubicado en las coordenadas 39°52′41″N 75°07′17″O / 39.87806, -75.12139.

## Demografía
Según la Oficina del Censo en 2000 los ingresos medios por hogar en la localidad eran de $39,600 y los ingresos medios por familia eran $47,891. Los hombres tenían unos ingresos medios de $36,190 frente a los $26,591 para las mujeres. La renta per cápita para la localidad era de $18,295. Alrededor del 7.3% de la población estaba por debajo del umbral de pobreza.